# Jean de Penhoët
Jean de Penhoët, né en 1360 et mort en 1448, est un noble breton, amiral de Bretagne de 1401 à 1432, sous le règne du duc Jean V.

## Biographie

### Origines familiales

Les ruines du château de Penhoët (dessin d'Eugène Ciceri).

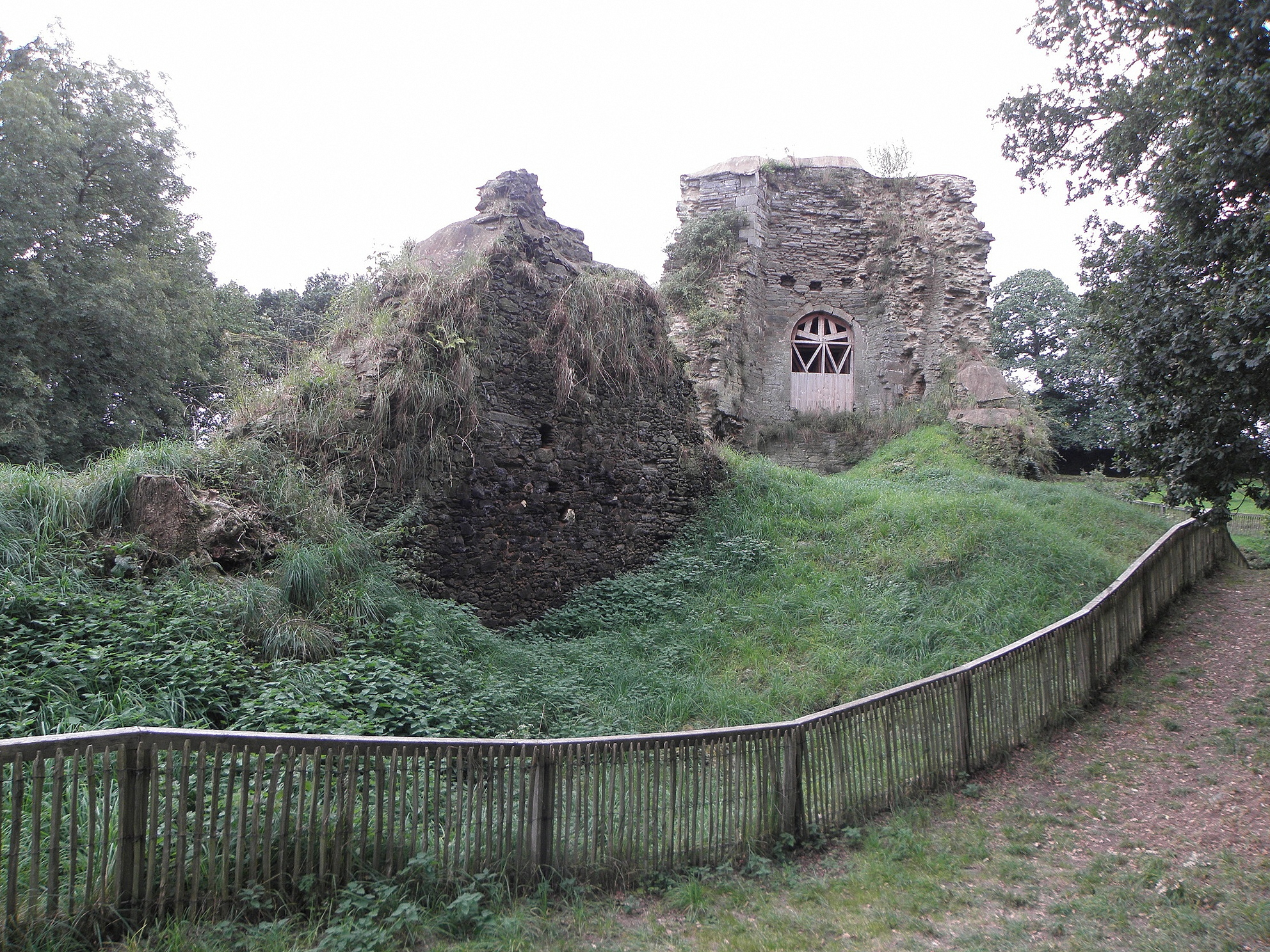
Les ruines du château de Penhoët [Penhoët].

Issu de la maison de Penhoët dont le château (aujourd'hui en ruines) était à Saint-Thégonnec (Finistère), Jean est le fils de Guillaume II de Penhoët (vers 1325-vers 1402), dit « le Boîteux ». Celui-ci, capitaine de Rennes, a défendu la ville contre Henri de Grosmont (1310-1361, comte, puis duc de Lancastre) lors du siège de 1356.
Sa mère est Jeanne d'Albret, vicomtesse de Fronsac, issue d'une grande famille de Gascogne.

### Titres et domaines
Jean de Penhoët est seigneur de Plounérin et de Guerlesquin et propriétaire du château de Kergariou (à Botsorhel, actuel Finistère).

### Carrière
Il est amiral de Bretagne de 1401 à 1432 au service du duc Jean V (1389-1442, duc à partir de 1399). Il est également capitaine de Morlaix. Il a pour devise « Ret eo » (« il faut »).
En 1404, en compagnie de Guillaume II du Chastel, il bat les Anglais à la hauteur de Saint-Mahé (pointe Saint-Mathieu) lors d'une bataille navale importante où l'ennemi perd 2 000 prisonniers et 40 navires,.
Il participe au siège de Guingamp en 1419.
En 1420, en vue de la délivrance de Jean V, prisonnier des Penthièvre, il met sur pied, une compagnie où l'on trouve un grand nombre de membres de la noblesse morlaisienne.
En 1423, il repoussa les Anglais au mont Saint-Michel.
Très apprécié par Jean V, il reçoit de lui de nombreuses récompenses.

## Galerie

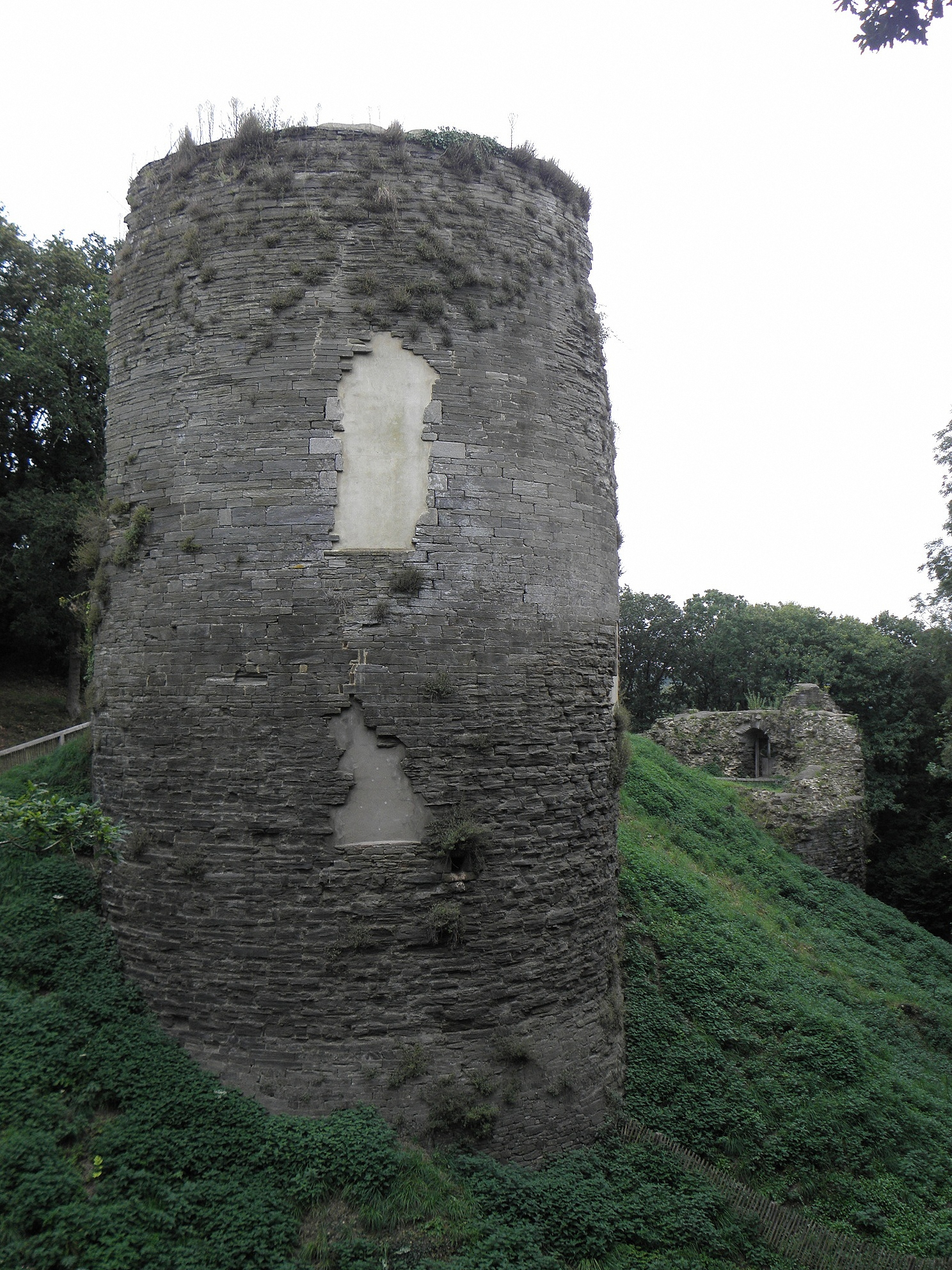
Ruines du château de Penhoat à Saint-Thégonnec.
Blason de la famille Penhoët (« d'or,à la fasce de gueules »).